# Fairmount Park Trolley
Die Fairmount Park Trolley war eine Straßenbahn, die von 1897 bis zum September 1946 im Fairmount Park in Philadelphia verkehrte. Sie war eine der wenigen Straßenbahnen, die ausschließlich in einem Park verkehrten. 

## Geschichte
Im Dezember 1894 wurde in Trenton, New Jersey die Fairmount Park Transit Company (FPTC) gegründet. Die Gesellschaft hatte ein Kapital von 2 Mio. US-Dollar. Das Projekt war ein frühes und umstrittenes Beispiel für eine öffentlich-private Partnerschaft. Die Straßenbahn wurde 1896 geprüft und im darauffolgenden Jahr dem regulären Betrieb übergeben. 1897 legte die Straßenbahn zusätzlich einen Vergnügungspark bei Woodside an, der bis 1955 in Betrieb war.
Nach dem Zweiten Weltkrieg war die Bahn so heruntergewirtschaftet, dass sie dringend neues Rollmaterial und neue Gleise benötigte. Wegen fehlender finanzieller Mittel musste das Projekt der Erneuerung aufgegeben werden. Der Betrieb wurde zwei Monate vor Ablauf der 50-jährigen Konzession am Labor-Day-Wochenende 1946 eingestellt und die Ausrüstung im November 1947 auf einer Auktion verkauft. Bis April war die Anlage vollständig abgebaut.
Ab 2017 arbeitet die Parkverwaltung an der Nutzung eines Teils der alten Straßenbahn-Trasse als Wander- und Bikeweg mit unbefestigter Oberfläche. Der Rundweg ist 7 km lang.